# МРЛС «Волна»
Малая радиолокационная станция «Волна» — (МРЛС «Волна») — российская малогабаритная стационарная и переносная радиолокационные станции обнаружения и сопровождения сверхмалых объектов на скоростях до 150 км/ч.

## Разработка и назначение
МРЛС «Волна» разработана группой учёных компании «Базовые технологии» под руководством генерального конструктора Алексея Царькова. Созданная ими трёхкоординатная многолучевая активная антенная система существенно повысила технические характеристики малогабаритных радиолокационных станций, позволив обнаруживать неподвижные объекты. МРЛС предназначена для круглосуточного и всепогодного поиска, обнаружения и сопровождения сверхмалых беспилотников. Может применяться в составе комплексов технических систем охраны, средств радиоэлектронной борьбы (РЭБ) и противодействия несанкционированному проникновению в охраняемые зоны.
Радарный комплекс обеспечивает измерение дальности, азимута и скорости цели, её постоянное автосопровождение. После обнаружения и распознавания цели МРЛС отправляет мгновенный сигнал тревоги на пункт охраны и продолжает сопровождение. На экран оператора выводится текущее местонахождение БПЛА и характеристики его полёта.
Также «Волна» может передавать координаты целей средствам подавления беспилотников.

## Характеристики
Позволяет провести обнаружение и сопровождение сверхмалых объектов на расстоянии до 10 км и скоростях до 150 км/ч:
- Беспилотные летательные аппараты, включая неподвижные,
- Малые плавсредства, включая самодельные плоты,
- Любые заданные цели, включая людей (при поставке средств оптического обнаружения на основе ИИ «СмартОКО»).

Не имеет аналогов, производимых в РФ. Наиболее близким по характеристикам является РЛС «Енот», которая работает на основе использования эффекта Доплера и не видит «зависшие» БПЛА.
МРЛС «Волна» имеет следующие преимущества:
- круглосуточный всепогодный режим работы;
- автоматическое оповещение при обнаружении беспилотников;
- получение результатов в режиме реального времени;
- интеграция с системами подавления работы вражеских дронов.

Мобильная версия предназначена в первую очередь для армейских спецподразделений и поступает в опытную эксплуатацию.

## Варианты исполнений
| Наименование         | Применение и особенности                                                              |
| -------------------- | ------------------------------------------------------------------------------------- |
| МРЛС «Волна» исп. 20 | Стационарная, круглогодичного применения                                              |
| МРЛС «Волна» исп. 21 | Носимая, тактическое применение, модульная, автономное питание                        |
| МРЛС «Волна» исп. 31 | Носимая, тактическое применение, модульная, автономное питание, трехкоординатная      |
| МРЛС «Волна» исп. 41 | Транспортабельная, круглогодичного применения, трехкоординатная, дальнего обнаружения |

## Тактико-технические характеристики различных исполнений
| Наименование параметра                                | Исп. 20       | Исп. 21       | Исп. 31       | Исп. 41       |
| ----------------------------------------------------- | ------------- | ------------- | ------------- | ------------- |
| Дальность обнаружения, км                             | 10            | 10            | 15            | 40            |
| Высота обнаружения, км                                | 10            | 10            | 12            | 15            |
| Время развертывания, минут                            | 8             | 3             | 3             | 10            |
| Количество одновременно сопровождаемых целей          | 50            | 50            | 75            | 256           |
| Тип антенной решетки                                  | ФАР           | ФАР           | АФАР          | АФАР          |
| Частотный диапазон, ГГц                               | 9,2 — 9,5     | 9,2 — 9,5     | 9,2 — 9,5     | 9,2 — 9,5     |
| Сектор сканирования, град                             | 360           | 360           | 360           | 360           |
| Угол места, град                                      | 20            | 20            | 60            | 60            |
| Темп выдачи информации, с                             | 1,5           | 1,5           | 1,25          | 1,25          |
| Излучаемая мощность, Вт                               | 2             | 2             | 56            | 56            |
| Питание, В                                            | ~220          | ~220/+12      | ~220/+12      | ~220          |
| Возможность объединения в единую сеть нескольких МРЛС | Да            | Да            | Да            | Да            |
| Интеграция с системами подавления (РЭБ, ПЗРК)         | Да            | Да            | Да            | Да            |
| Автомобильное базирование                             | Да            | Да            | Да            | Нет           |
| Диапазон рабочих температур, град                     | от −30 до +50 | от −25 до +50 | от −25 до +50 | от −40 до +50 |
| Масса (нетто) радиолокационной станции, кг            | 25,5          | 16            | 31            | 90            |

## Фотографии
МРЛС «Волна» на полевых испытаниях и показах: